# Créol
Janice Aurore Moussitou Mackaya, plus connue sous le  nom de Créol, Créole, « Créol la Diva », « Créol Fantastik », née le 16 août 1989 à Libreville, est une chanteuse et auteure-compositrice gabonaise.

## Biographie

### Enfance et débuts
Créol est née le 16 août 1989 à Libreville dans une famille d'artistes. Elle est la fille du musicien Mackjoss, icône de la musique gabonaise. Son oncle maternel Ogoblo Boutchanga est membre du célèbre orchestre Massako. Et son frère Brake Makaya, également chanteur, est assez connu sur la scène musicale gabonaise, révélé notamment par l'émission The Voice Afrique francophone,.
Créol fait ses premiers pas dans la musique à travers le Gospel en tant que chantre au sein de la chorale « Les Anges ABC » du lycée national Léon Mba.

### Carrière
Créol est découverte en 2013 grâce à l'artiste gabonais de Reggae Bubal Bu Kombil qui croit en elle et lui confie très tôt qu'elle a « le truc pour réussir ». Bubal l'invite par la suite à l'accompagner sur la chanson Dans Ma Timbel, premier projet studio de la jeune chanteuse. Son deuxième single, intitulé Ludo et écrit par son frère Brake, connait un certain succès et permet à la chanteuse de se faire davantage connaitre et d'être repérée par le producteur Edgard Yonkeu qui la signe sous son label Direct Prod.
Créol est véritablement propulsée sur la scène nationale internationale en 2017 grâce à la chanson Bonobo en collaboration avec Shan'L qui connaît un véritable succès avec plus de dix millions de vues sur YouTube,.
En 2018, elle change de nom de scène et se fait désormais appeler Créol plutôt que Créole et sort le single VIP,. La même année, quelques mois après la sortie de ce titre, elle quitte le label Direct Prod et se sépare de son producteur et mentor Edgard Yonkeu,.
Évoluant désormais sous son propre label dénommé Fantastik, Créol enchaine les titres entre 2019 et 2021 dont les plus populaires sont Bougie 144 avec 2MJ et BIG BOSS J.O.J.O, Ova avec Zion Stylei, H20, et Waka Waka,,. Des chansons qui permettent à l'artiste de remporter plusieurs prix et récompenses. Créol est nommée aux African Talent Awards dans la catégorie artiste féminine de l'année en 2019 et en 2020,. Elle n'est pas lauréate mais remporte le prix du public lors de l'édition en 2020 contre Fatoumata Diawara, choix du jury, qui remporte le prix.
En février 2021, elle remporte quatre récompenses à l'issue des « Bweli Tribe Awards » à Libreville, parmi lesquels les prix de Meilleure artiste féminine, hit de l'année et artiste de l'année,.
En 2021, la chanteuse gabonaise effectue un long séjour en Côte d'ivoire au cours duquel elle se produit sur de nombreuses scène d'Afrique de l'ouest, notamment en Côte d'Ivoire, au Mali et au Sénégal. Elle  participe entre autres au spectacle organisé pour les obsèques de l’ex Premier ministre Ivoirien Hamed Bakayoko.

### Vie privée
Créol est maman d'un garçon prénommé Jérémie né en 2006.

### Critiques
Créol est critiquée pour son look, son langage et sa musique régulièrement qualifiés de "provocateur", "grossier", "vulgaire". Les paroles de ses chansons sont la plupart du temps à forte connotation sexuelle. Face à ces critiques, la chanteuse clame régulièrement son droit à parler de sexualité et sensualité sans tabou et affirme faire de la musique pour un public adulte.

## Discographie

### Singles
- 2013 : Dans ma Timbel  avec Bubal Bu Kombil
- 2013 : Ludo
- 2016 : Serre-moi contre toi avec Arielle T
- 2017 : A tes côtés
- 2017 : BONOBO avec Shan'L
- 2018 : VIP
- 2018 : H20
- 2019 : Recommence
- 2019 : Ova avec Zyon Stylei
- 2020 : Waka Waka
- 2020 : Bougie 144 avec 2MJ & BIG BOSS J.O.J.O
- 2021 :  Pimenté
- 2021 :  Gabon

### Participations
- 2021 : Tchobo de J-Rio

## Prix et Récompenses
| Année | Prix                  | Catégorie                             | Résultat   |
| ----- | --------------------- | ------------------------------------- | ---------- |
| 2019  | African Talent Awards | Meilleure artiste féminine de l’année | Nomination |
| 2020  | African Talent Awards | Meilleure artiste féminine de l’année | Nomination |
| 2020  | Bweli Tribe Awards    | meilleure artiste féminine            | Lauréat    |
| 2020  | Bweli Tribe Awards    | Meilleure collaboration               | Lauréat    |
| 2020  | Bweli Tribe Awards    | Meilleur hit de l’année               | Lauréat    |
| 2020  | Bweli Tribe Awards    | Artiste de l’année                    | Lauréat    |